# Kolokesa Uafā Māhina-Tuai
Kolokesa Uafā Māhina-Tuai est une conservatrice de musée et écrivaine tongienne et active en Nouvelle-Zélande, dont le travail explore le rôle de l'artisanat dans la société de son pays d'origine.
Lors des honneurs du Nouvel An 2022, Māhina-Tuai a été nommée membre de l'Ordre du mérite néo-zélandais, pour services rendus à la culture et aux arts.

## Carrière
Kolokesa Uafā Māhina-Tuai est d'origine tongienne, originaire des villages de Tatakamotonga (Tongatapu) et Tefisi (Vava'u).
Elle est conservatrice des cultures du Pacifique au musée de Nouvelle-Zélande Te Papa Tongarewa de 2004 à 2008 puis travaille au Tāmaki Paenga Hira Auckland War Memorial Museum et à la Vavaʻu Academy for Critical Inquiry and Research. Une partie de sa pratique de conservation au musée consiste à encourager le musée à changer pour être plus accueillant envers les habitants du Pacifique.
Les recherches de Māhina-Tuai portent sur l'histoire de l'artisanat tongien, en particulier l'art textile, et ses recherches reposent sur l'importance primordiale des savoirs autochtones tongiens. Elle travaille comme commissaire associée à l'exposition « Home AKL: Artists of Pacific Heritage in Auckland » (Artistes d'héritage pacifique à Auckland) au musée d'Art d'Auckland Toi o Tāmaki, qui met en vedette Joana Monolagi, entre autres. De 2010 à 2011, elle organise l'exposition « Nimamea’a: The fine arts of Tongan embroidery and crochet » (Les beaux-arts de la broderie et du crochet tongiens), qui vise à mettre en avant le rôle particulier que joue le crochet dans l'art tongien,.
En 2011, elle est membre de Falehanga 'i Teleiloa et dirige la production d'un ngatu tāʻuli (ou tissu d'écorce marqué de noir) de 22 mètres, commandé par la Queensland Art Gallery. La fabrication du tissu a nécessité 600 heures.
Elle est membre du Pacific Arts Committee for Creative New Zealand de 2011 à 2014.
En 2017, un projet est lancé pour explorer la possibilité de rouvrir le Musée national des Tonga. Aux côtés du ministre du Tourisme de l'époque, Semisi Sika, Māhina-Tuai et les sculpteurs Tui'one Pulotu et Steven Fehoko soutiennent le mouvement. En 2018, elle soutient ouvertement la poursuite de la « cérémonie du drap blanc », lors de laquelle les femmes qui se marient affichent un drap blanc avec du sang dessus, démontrant qu'elles sont vierges. En 2020, elle coorganise « Â Mua: New Lineages of Making » (Les nouvelles traditions de fabrication), une exposition au Dowse Art Museum (en) sur l'art et l'artisanat contemporains du Pacifique.

## Reconnaissance
Tangata o le Moana : New Zealand and the People of the Pacific, un ouvrage de 2012 que Māhina-Tua coédite avec Sean Mallon et Damon Selesa, est décrit comme « un véhicule qui contient des images, des histoires, des souvenirs, des artefacts et des connaissances inestimables pour les générations futures, en particulier les peuples du Pacifique » par Michelle Schaaf.
En 2016, elle remporte le prix de reconnaissance spéciale lors de la cérémonie annuelle des Arts Pasifika Awards (en).
Lors des honneurs du Nouvel An 2022, Māhina-Tuai est nommée membre de l'Ordre du mérite néo-zélandais, pour services rendus à la culture et aux arts.

## Œuvres choisies
- (en) Sean Mallon, Kolokesa Mahina-Tuai et Damon Salesa (dir.), Tangata o le Moana: New Zealand and the People of the Pacific, Wellington, Te Papa Press, 2012[b 1].
- (en) Damian Skinner, Karl Chitham, Kolokesa Uafā Māhina-Tuai (dir.), Crafting Aotearoa: A Cultural History of Making in New Zealand and the Wider Moana Oceania, Wellington, Te Papa Press, 2019[b 2].
- (en) Malama Papau, Kolokesa Uafā Māhina-Tuai, Lopiani Papau et Violeta Papau, Kolose, the Art of Tuvalu Crochet (cat. exp.), Mangere Arts Centre, 2014[b 3].
- (en) Kolokesa Uafā Māhina-Tuai et Manuēsina 'Ofa-Ki-Hautolo Māhina Fujimoto, Nimamea'a: The Fine Arts of Tongan Embroidery and Crochet (cat. exp.), Objectspace, 2011[b 4].
- (to) Okusitino Māhina et Kolokesa Uafā Māhina-Tuai, Aati 'o e lea Tonga heliaki, Tedts, 2007[b 5].